# بای چونلی
بای چونلی (انگلیسی: Bai Chunli; ۲۶ سپتامبر ۱۹۵۳ – ) دانشمند در زمینه شیمی‌فیزیک اهل چین بود.